# Pseudocollinella humida
Pseudocollinella humida är en tvåvingeart som först beskrevs av Alexander Henry Haliday 1836.  Pseudocollinella humida ingår i släktet Pseudocollinella, och familjen hoppflugor. Arten är reproducerande i Sverige.